# بک آباد
بک آباد یک روستا در ایران است که در دهستان ماه‌نشان واقع شده‌است.